# LG GD910
LG-GD910 — сотовый телефон производства компании LG. Поступил в продажу в 3 квартале 2009 года.

## Описание
LG GD910 — далеко не первый телефон в форм-факторе «браслет». До этого наручные телефоны выпускали как производители, входящие в число лидеров мирового рынка (например Samsung SPH-WP10, Hyundai W100 и MB-910), так и малоизвестные китайские производители: Qiao Xing; Rider Technology Industrial Ltd и многие другие.
LG GD910 имеет цветной сенсорный 1,43 дюймовый экран, имеет поддержку 3G и видеозвонков через встроенную VGA-камеру, может работать, как небольшой USB-накопитель или mp3-плеер. Производитель утверждает что это первый аппарат в таком форм-факторе имеющий поддержку 3G. Первый прототип GD910 был продемонстрирован компанией ещё в 2008 году. Публично модель впервые была представлена на CES 2009.
Модель имеет водонепроницаемый металлический корпус (степень защиты IPx4) и спереди прикрывающее дисплей закаленное стекло, по этим причинам аппарат получился достаточно толстым: 13,9мм. Сенсорный экран 1,43 дюйма (3,63см) имеет разрешение 352х288 пикселей и использует фирменный, специально оптимизированный интерфейс LG, основанный на технологии Flash и позволяющий даже на таком маленьком экране обеспечить комфортную работу только пальцами, без использования стилуса.
Аппарат поддерживает 7,2 Мбит 3G HSDPA, что делает возможным высокоскоростную передачу данных и видеозвонки с помощью встроенной камеры. Аппарат поддерживает моно и стерео Bluetooth-гарнитуры; но для звонков с его помощью можно использовать и встроенные динамик с микрофоном. Аппарат умеет преобразовывать текст в речь (сообщения и другую информацию), а также имеет функцию распознавания голосовых команд которые можно использовать для поиска абонента в записной книжке, совершения звонков, а также запроса текущего времени.
В 2009 году LG GD910 был удостоен престижной награды Red Dot Award в категории Product Design.
В Европе распространением аппарата занималась сеть магазинов оператора Orange.

## Характеристики
| Основные | Основные                                  |
| --- | ----------------------------------------- |
| Дата выхода на рынок                                                                                              | Август 2009                               |
| Стандарты | GSM 900, GSM 1800, GSM 1900, UMTS (WCDMA) |
| Размеры и вес |                                           |
| Длина | 61 мм                                     |
| Ширина | 39 мм                                     |
| Толщина | 13,9 мм                                   |
| Вес | 84 г                                      |
| Конструкция корпуса                                                                                               |                                           |
| Форм-фактор | наручный («браслет»)                      |
| Антенна | встроенная                                |
| Сменные панели | отсутствуют                               |
| Пыле- влаго- ударопрочность                                                                                       | IPx4                                      |
| Расцветки | Черный                                    |
| Материалы корпуса                                                                                                 | Металл, пластик, закаленное стекло        |
| Акселерометр | нет                                       |
| QWERTY | нет                                       |
| Две SIM-карты | не поддерживаются                         |
| Органайзер и телефонная книга                                                                                     |                                           |
| Номера в памяти телефона                                                                                          | да                                        |
| Расширенные функции телефонной книги (несколько номеров, e-mail, сайт, день рождения, персональный рисунок и др.) | да                                        |
| Добавление группы абонента                                                                                        | да                                        |
| Календарь/напоминания                                                                                             | присутствует                              |
| Экран |                                           |
| Технология | TFT                                       |
| Диагональ и разрешения                                                                                            | 1,43 дюйма, 352х288 пикселей              |
| Количество цветов                                                                                                 | 262000 цветов                             |
| Сенсорный | да                                        |
| Фотографические функции                                                                                           |                                           |
| Камера | 0,3 мп                                    |
| Максимальное разрешение                                                                                           | 640 x 480                                 |
| ZOOM | отсутствует                               |
| Запись видео | нет                                       |
| Вспышка | нет                                       |
| Звук |                                           |
| Голосовой набор                                                                                                   | да                                        |
| Громкая связь | да                                        |
| Диктофон | да                                        |
| Mp3 | поддерживается                            |
| FM | нет                                       |
| Память |                                           |
| Внутренняя | 80 МБ                                     |
| Карта памяти | нет                                       |
| Интернет |                                           |
| GPRS | да, class 10                              |
| EDGE | да                                        |
| HSPA | нет                                       |
| HSDPA | да                                        |
| Интерфейсы |                                           |
| Bluetooth/стерео Bluetooth                                                                                        | да                                        |
| 3,5 мм | нет                                       |
| Wi-Fi | нет                                       |
| USB | да                                        |
| подключение к PC, тип разъёма                                                                                     | да, свой разъём                           |